# Spoorlijn Rémilly - Saarbrücken
De spoorlijn Rémilly - Saarbrücken is een Frans - Duitse spoorlijn in het departement Moselle en de deelstaat Saarland. Het Franse gedeelte heeft lijnnummer 172 000, het Duitse gedeelte is als spoorlijn 3231 onder beheer van DB Netze.

## Geschiedenis
Het traject van Rémilly tot Forbach werd geopend door de Compagnie du chemin de fer de Paris à Strasbourg op 24 juli 1851. Het deel van Forbach tot Saarbrücken werd door de Preußische Staatseisenbahnen geopend op 15 november 1852.

## Treindiensten
De Deutsche Bahn en SNCF verzorgen het personenvervoer op dit traject met ICE / TGV treinen. TER Lorraine verzorgt het personenvervoer met RE treinen.
| Serie           | Treinsoort                         | Route                                                                                            | Bijzonderheden                                                  |
| --------------- | ---------------------------------- | ------------------------------------------------------------------------------------------------ | --------------------------------------------------------------- |
| TGV 9560 ICE 82 | TGV / InterCityExpress (SNCF / DB) | Paris Est – Forbach – Saarbrücken Hbf – Kaiserslautern Hbf – Mannheim Hbf – Frankfurt (Main) Hbf | Rijdt éénmaal per vier uur. Één trein per dag stopt in Forbach. |
| TER 23700       | TER (SNCF)                         | Metz-Ville – Rémilly – Faulquemont – Saint-Avold – Béning – Forbach                              |                                                                 |
| TER 88800 RE 18 | TER (SNCF)                         | Metz-Ville – Rémilly – Faulquemont – Saint-Avold – Béning – Forbach – Saarbrücken Hbf            |                                                                 |
| TER 834850      | TER (SNCF)                         | Metz-Ville – Faulquemont – Saint-Avold – Béning – Sarreguemines                                  |                                                                 |

## Aansluitingen
In de volgende plaatsen is of was er een aansluiting op de volgende spoorlijnen:
Rémilly
RFN 140 000, spoorlijn tussen Réding en Metz
aansluiting Herny
RFN 005 345, raccordement van Herny
Béning
RFN 159 000, spoorlijn tussen Haguenau en Hargarten-Falck
aansluiting Saardamm
DB 3220, spoorlijn tussen Saarbrücken-Burbach en de aansluiting Saardamm
DB 3232, spoorlijn tussen de aansluiting Saardamm en Bous
DB 3233, spoorlijn tussen de aansluiting Saarbrücken West en aansluiting Saardamm
DB 3234, spoorlijn tussen de aansluiting Saardamm en Saarbrücken Rangierbahnhof
DB 3239, spoorlijn tussen de aansluiting Saardamm en Saarbrücken-Malstatt
DB 3241, spoorlijn tussen Saarbrücken-Schleifmühle en de aansluiting Saardamm
aansluiting Saarbrücken West
DB 3233, spoorlijn tussen aansluiting Saarbrücken West en de aansluiting Saardamm
DB 3238, spoorlijn tussen de aansluiting Saarbrücken West en Saarbrücken Rangierbahnhof
Saarbrücken Hauptbahnhof
DB 3230, spoorlijn tussen Saarbrücken en Karthaus
DB 3240, spoorlijn tussen Saarbrücken en Neunkirchen
DB 3250, spoorlijn tussen Saarbrücken en Homburg
DB 3251, spoorlijn tussen Saarbrücken en Sarreguemines
DB 3264, spoorlijn tussen Saarbrücken Rangierbahnhof en Saarbrücken Hauptbahnhof
DB 3511, spoorlijn tussen Bingen en Saarbrücken

## Elektrificatie
Het traject werd in 1956 geëlektrificeerd met een wisselspanning van 25.000 volt 50 Hz van Rémilly tot Forbach. Het deel van Forbach tot Saarbrücken werd in 1957 geëlektrificeerd met een wisselspanning van 25.000 volt 50 Hz tot de grens en vanaf daar met 15.000 volt 16⅔ Hz.

## Galerij

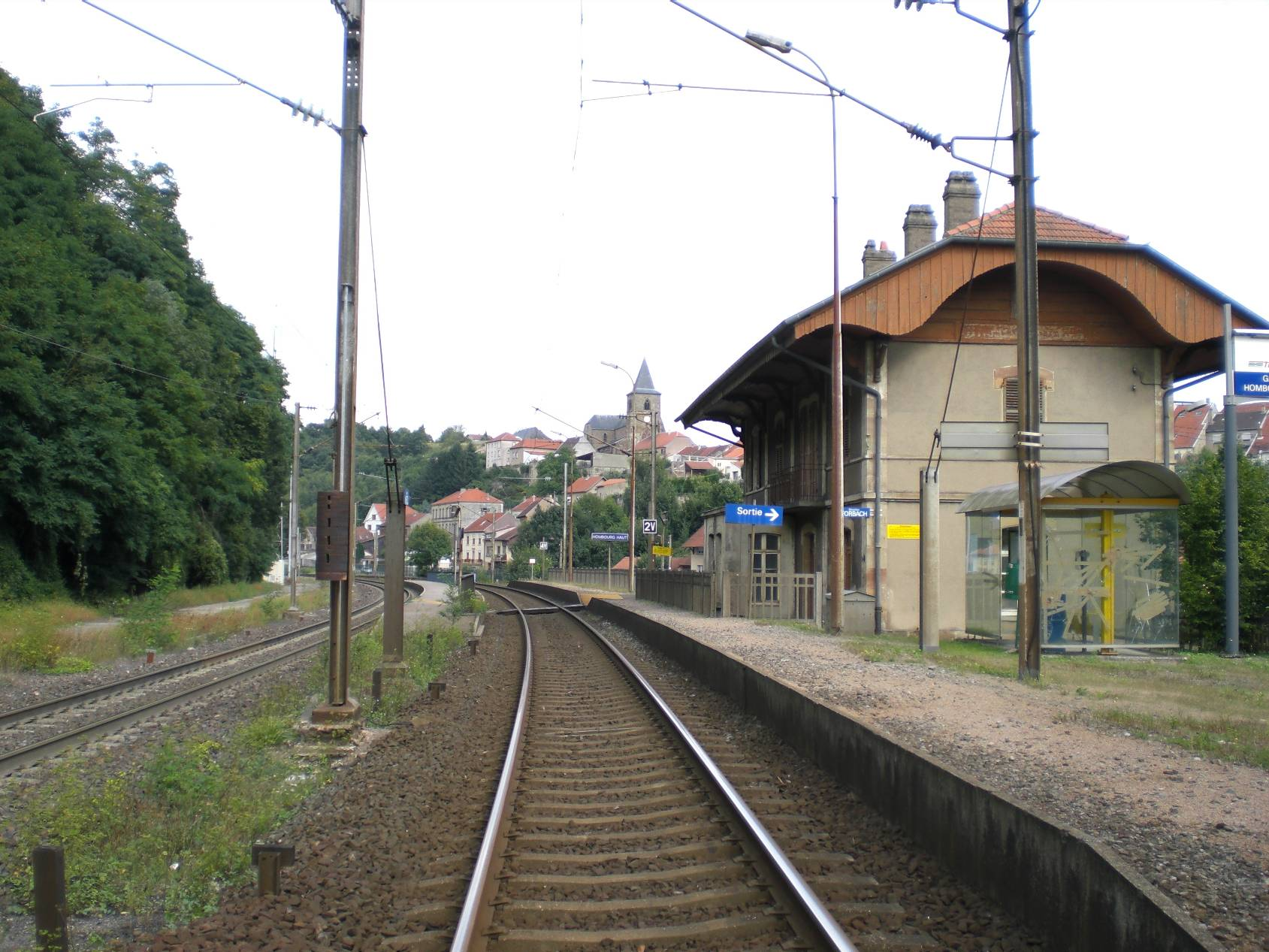
Station Hombourg- Haut
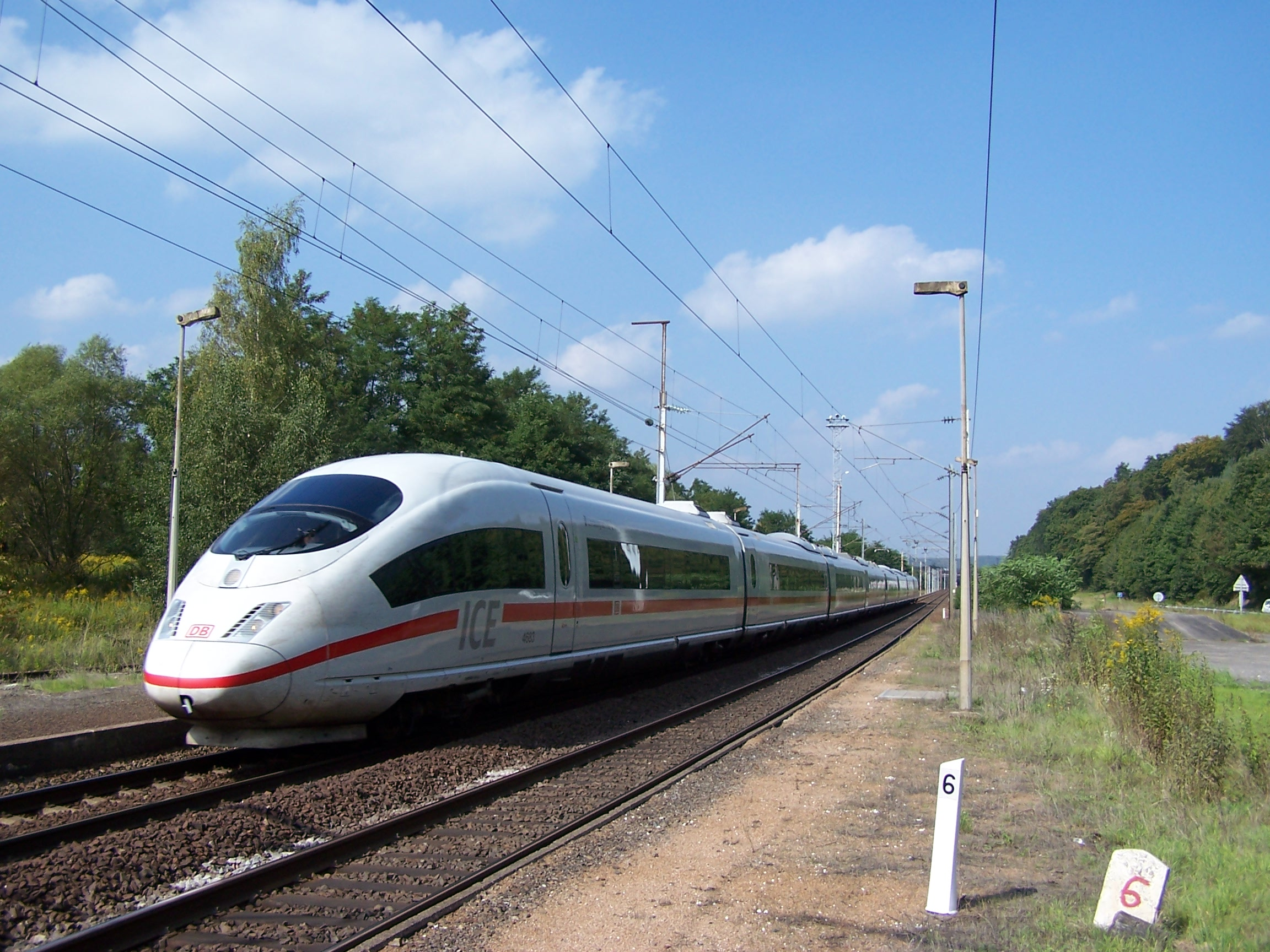
ICE bij het voormalige station Cocheren
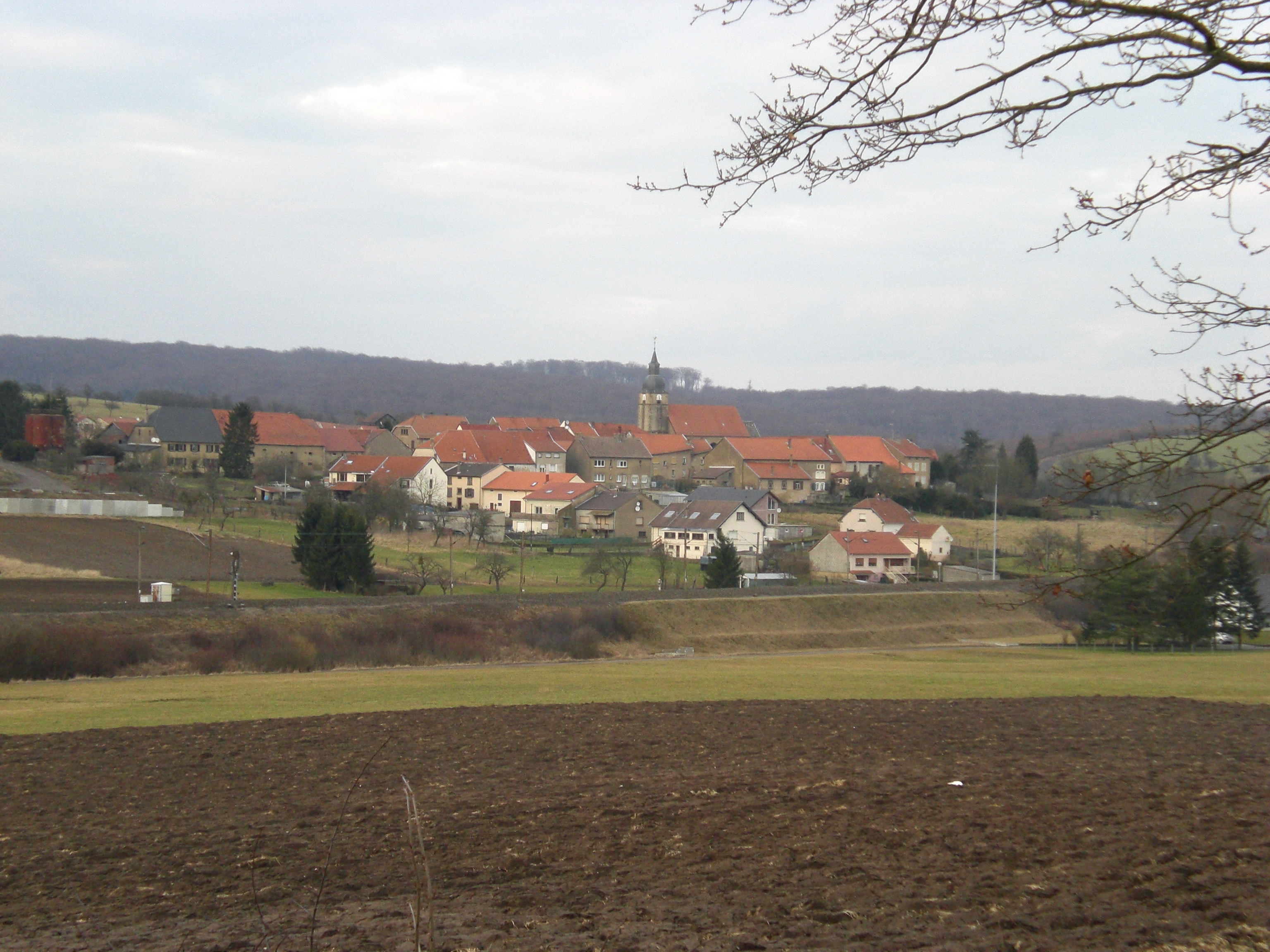
De lijn bij Ebersviller-la-Petite